# Macon (Georgia)
Macon è una città degli Stati Uniti d'America, capoluogo della contea di Bibb, nello Stato della Georgia.
È la sesta città della Georgia con 93.076 abitanti, secondo una stima del 2007, e ha la quinta area metropolitana con più di 230.000 abitanti.
Secondo un racconto diffuso, anche se privo di fondamento storico, proprio a Macon sarebbe stato realizzato, verso la metà del XIX secolo, il primo kazoo moderno, ad opera di un afroamericano chiamato Alabama Vest.

## Amministrazione

### Gemellaggi
- Kurobe
- Mâcon
- Elmina
- Ul'janovsk
- Gwacheon
- Kaohsiung